# Copperopolis
Copperopolis is een plaats in Calaveras County in Californië in de VS. Zijn naam kreeg van de stof koper die daar gedurende geruime tijd in grote mate ontgonnen werd tot 1946. Dat had in totaal een waarde van meer dan 12 miljoen dollar.

## Geografie
Copperopolis bevindt zich op 37°56′7″Noord, 120°37′39″West. De totale oppervlakte bedraagt 57,4 km² (22,1 mijl²) waarvan 55,7 km² (21,5 mijl²) land is en 1,7 km² (0,6 mijl²) of 2.89% water is.

## Demografie
Volgens de census van 2000 bedroeg de bevolkingsdichtheid 42,4/km² (109,9/mijl²) en bedroeg het totale bevolkingsaantal 2363 dat bestond uit:
- 90,22% blanken
- 0,68% zwarten of Afrikaanse Amerikanen
- 1,61% inheemse Amerikanen
- 1,90% Aziaten
- 0,17% mensen afkomstig van eilanden in de Grote Oceaan
- 1,65% andere
- 3,77% twee of meer rassen
- 8,55% Spaans of Latino

Er waren 959 gezinnen en 717 families in Copperopolis. De gemiddelde gezinsgrootte bedroeg 2,46.

## Plaatsen in de nabije omgeving
De onderstaande figuur toont nabijgelegen plaatsen in een straal van 24 km rond Copperopolis.